# Panara thymele
Panara thymele är en fjärilsart som beskrevs av Hans Ferdinand Emil Julius Stichel 1909. Panara thymele ingår i släktet Panara och familjen Riodinidae. Inga underarter finns listade i Catalogue of Life.